# Frente Amplio (República Dominicana)
El Frente Amplio (generalmente abreviado como FA) es un partido político izquierdista progresista la República Dominicana. Anteriormente conocida como Movimiento Independencia, Unidad y Cambio (MIUCA), cambia de nombre el 8 de mayo de 2011 en su XIV Convención Nacional de Delegados, donde también se eligió a Julián Serulle como el presidente de la organización.
Tiene una plataforma de izquierda progresista y surge como un proceso de intercambio de ideas y experiencias de movimientos sociales, populares y estudiantiles. Las aspiraciones del movimiento son llevar la democracia al pueblo, así como erradicar la corrupción y llevar el cambio de la nación.

## Historia
Frente Amplio fue creado el 14 de junio de 1992, bajo el nombre de Movimiento Independiente de Unidad Capitaleña, y se identificaba con un proyecto de sociedad donde el pueblo sea el factor de poder fundamental. Posteriormente, cambia su nombre a Movimiento Independencia Unidad y Cambio para participar por primera vez en las elecciones presidenciales de 1994 bajo el lema de "MIUCA - Nuevo Poder", con el padre Antonio Reynoso como candidato presidencial, obteniendo 22,543 votos (0.70% de los votos).
Participó nuevamente en las elecciones presidenciales de 2000 con el candidato Manuel Salazar, donde obtuvo 5,961 votos (0.19% de los votos).
En agosto de 2009, el MIUCA se unió a diferentes partidos políticos de izquierda para formar una coalición política denominada Acción por el Cambio. Entre los partidos que se unieron se encuentran Nueva Alternativa,  Movimiento Popular Dominicano, Partido Popular de la Sociedad Civil, entre  otros. También pactó de manera parcial con el Partido Revolucionario Dominicano.
Para las elecciones de 2012 llevó como candidato presidencial al exdirigente del PLD Julian Serulle y a Fidel Santana como candidato a vicepresidente.
El 8 de febrero de 2014, se reúnen junto al Partido Humanista Dominicano (PHD), el Partido Democrático Independiente (PDI) y el partido Alianza Social Dominicana (ASD) para conformar el bloque de la Convergencia para Un Mejor País, con miras a las elecciones presidenciales, congresuales y municipales de 2016. El 2 de marzo de 2014, el Frente Amplio proclama a Fidel Santana candidato presidencial para el 2016.

## Presidentes
- Virtudes Álvarez (1992 - ???)
- Aulio José Collado Anico (??? - ???)
- Virtudes Álvarez (??? - 2011)
- Julián Serulle (2011 - 2012)
- Fidel Santana (2013-2021)
- Juan Dionicio Rodríguez Restituyo (???- ???)